# Ойген Полянський
Ойген Полянський (нім. Eugen Polanski), на момент народження Богуслав Евгеніуш Полянський (пол. Bogusław Eugeniusz Polański; нар. 17 березня 1986, Сосновець) — німецький і польський футболіст, півзахисник німецького клубу «Гоффенгайм 1899» та національної збірної Польщі.

## Клубна кар'єра
Вихованець юнацької команди менхенгладбаської «Боруссії». У дорослому футболі дебютував 2005 року виступами за основну команду цього клубу, у якій провів 3 сезони, взявши участь у 53 матчах чемпіонату.
Своєю грою за цю команду привернув увагу представників тренерського штабу клубу «Хетафе», до складу якого приєднався 2008 року. Відіграв за іспанську команду один сезон своєї ігрової кар'єри. Більшість часу, проведеного у складі «Хетафе», був основним гравцем команди.
2009 на умовах оренди перейшов до німецького клубу «Майнц 05». Протягом першого сезону у новій команді взяв участь у 21 матчі чемпіонату і, по завершенні річної оренди, уклав із клубом повноцінний контракт.

## Виступи за збірну
Протягом 2005—2008 років його залучали до складу молодіжної збірної Німеччини. На молодіжному рівні зіграв у 19 офіційних матчах.
На початку 2011 року гравець, що мав досвід виступів за «молодіжку» Німеччини, висловив бажання на дорослому рівні захищати кольори своєї батьківщини, Польщі. В липні 2011 року отримав перший виклик від тренерського штабу національної збірної Польщі і дебютував в офіційних матчах у її складі. Наразі провів у формі головної команди Польщі 18 матчів.